# Anilocra pilchardi
Anilocra pilchardi är en kräftdjursart som beskrevs av Bariche och Jean-Paul Trilles 2006. Anilocra pilchardi ingår i släktet Anilocra och familjen Cymothoidae. Inga underarter finns listade i Catalogue of Life.